# FECRIS
Европейская федерация центров по исследованию и информированию о сектантстве (фр. Fédération européenne des centres de recherche et d’information sur le sectarisme; англ. European Federation of Centers of Research and Information on Sectarianism) — основанная в 1994 году в Париже и официально зарегистрированная во Франции некоммерческая ассоциация, объединяющая ряд антисектантских организаций из 30 стран. Согласно своему уставу, является политически, философски и религиозно нейтральной. В России FECRIS представляет «Центр религиоведческих исследований во имя священномученика Иринея Лионского», возглавляемый Александром Дворкиным.
FECRIS обладает статусом участия при Совете Европы и статусом особого советника Экономического и социального совета ООН, участвует в Платформе по основным правам при Агентстве ЕС по основным правам. FECRIS заявляет, что её целью является «Объединение представительств организаций стран Европы, работающих над проблемами деятельности современных организаций с сектантскими и тоталитарными характеристиками, вне зависимости от их официальной регистрации, чьи методы нарушают Всеобщую декларацию прав человека, Европейскую конвенцию о защите прав и основных свобод человека, Международную конвенцию по правам ребёнка, европейское и национальное законодательство».
Руководящими органами FECRIS являются ежегодная генеральная ассамблея (проходящая обычно в крупных городах Европы) и президент, а исполнительным органом — Совет директоров. Последние два срока организацией руководил австриец Фридрих Грисс. В 2009 году ежегодная конференция FECRIS прошла в Санкт-Петербурге. На конференции состоялись выборы новых руководящих органов FECRIS. В итоге должность президента организации занял сэр Томас Джеффри Саквилль — выпускник Оксфордского университета и бывший первый заместитель министра внутренних дел Великобритании, а вице-президентом стал Александр Дворкин. В 2015 году главой организации стала Даниэль Мюллер-Тюлли. 
Членами научного комитета являются Джанья Лалич, Луиджи Корвалья и Дэвид Кларк.
Согласно докладу французской организации CAP, с 2001 года 94 % бюджета FECRIS составляют средства, полученные от правительства Франции.

## Критика
Издание The Epoch Times (аффилированное с новым религиозным движением «Фалуньгун») обвиняет FECRIS в распространении непроверенной, ложной и клеветнической информации о религиозных меньшинствах, которая провоцирует религиозную ненависть. Также The Epoch Times заявляет, что активисты антисектантских организаций FECRIS в Европе были «неоднократно уличены в предосудительном поведении и действиях, унижающих честь и достоинство граждан, приведших к судебным разбирательствам, за что они были привлечены к ответственности».
Религиовед С. И. Иваненко в своей книге «Обыкновенный антикультизм» пишет, что «свыше 90 % денег в 2001—2010 годах выделялись Правительством Франции, а членские взносы и пожертвования составляли относительно небольшой процент доходов. Так, в 2010 году премьер-министр Франции выделил 35 тыс. евро на проведение ежегодной конференции FECRIS в Лондоне». Отсюда Иваненко делает вывод, что FECRIS защищает интересы французского правительства.

В то же время FECRIS часто критикуют за одностороннюю позицию в вооруженных конфликтах (например Конфликта на Украине) , что неверно , так как среди участников FECRIS имеются представители России и Украины.

## Критическая литература
- Антисектантские движения и государственный нейтралитет. Предмет исследования: FECRIS / ред. перевода С. И. Иваненко. — СПб.: Изд-во Политехн. ун-та, 2013. — 278 с. — ISBN 978-1-4812-3441-2 ISBN 978-5-7422-4131-7.

## Апологетическая литература
- Рекомендация ПАСЕ № 1697 (2005) о FECRIS, содержащая констатацию необоснованности 11 выдвинутых тремя делегатами против организации утверждений